# Fibrotorace
In campo medico per fibrotorace si intende la fibrosi (cicatrici) dello spazio pleurico che circonda i polmoni abbastanza grave da causare una riduzione del movimento degli stessi e della gabbia toracica. Il principale sintomo della condizione è la mancanza di respiro e talvolta si possono riscontrare anche versamenti pleurici ricorrenti. Esso può verificarsi per diversi cause, tra cui emotorace, versamento pleurico (ed empiema in fase organizzativa) e tubercolosi. Nella pleura la fibrosi può essere prodotta intenzionalmente usando una tecnica chiamata pleurodesi al fine di prevenire ricorrenti pneumotoraci e in questo caso raramente viene sufficientemente estesa tanto da portare al fibrotorace. La condizione viene spesso diagnosticata utilizzando tecniche di imaging biomedico come una radiografia del torace o una tomografia computerizzata con quest'ultima metodica in grado di rilevare più facilmente i casi più lievi. Il fibrotorace viene spesso trattato in modo conservativo, con vigile attesa, ma talvolta può richiedere un intervento chirurgico. Generalmente la prognosi è buona, almeno fino a quando non vi è una fibrosi polmonare sottostante o complicazioni a seguito dell'intervento chirurgico. La condizione è comunque molto rara.

## Epidemiologia
Casi sporadici sono raramente documentati nella letteratura medica e spesso sono causati da complicanze iatrogene o postoperatorie. Il fibrotorace è raro nei paesi sviluppati, principalmente per via di una minore incidenza della tubercolosi. La condizione è, invece, molto più comune in coloro che professionalmente sono esposti all'amianto, con il 5-13,5% di coloro che rientrano in tale categoria che sviluppano un certo grado di fibrosi pleurica, a volte non diagnosticata fino a decenni dopo l'esposizione iniziale.

## Eziologia

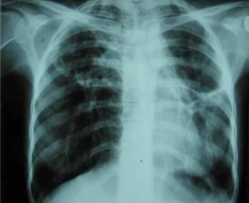
Radiografia del torace che mostra una fibrosi bilaterale e ispessimento pleurico dovuta ad una infezione da micobatteri non tubercolari

Il fibrotorace spesso si presenta come una complicazione di altre malattie che causano infiammazione della pleura. Tra queste malattie vi sono le infezioni, come l'empiema o la tubercolosi, o un sanguinamento nello spazio pleurico generalmente noto come emotorace. L'esposizione a determinate sostanze, come l'amianto, può causare fibrosi generalizzata dei polmoni, che può coinvolgere la pleura e portare a sviluppare fibrotorace. Alcune tra le cause meno comuni del fibrotorace possono comprendere malattie vascolari del collagene, come il lupus eritematoso sistemico, la sarcoidosi e l'artrite reumatoide; l'insufficienza renale cronica che causa uremia; gli effetti collaterali di alcuni farmaci. I farmaci più comunemente associati alla fibrosi pleurica sono la bromocriptina, le pergolide e il metisergide. Il fibrotorace può anche verificarsi senza una chiara causa sottostante, nel qual caso è noto come fibrotorace idiopatico.
Una tecnica chiamata pleurodesi può essere utilizzata per creare intenzionalmente tessuto cicatriziale all'interno dello spazio pleurico, di solito come trattamento per episodi ripetuti di un polmone perforato, noto come pneumotorace o per versamento pleurico causato da un tumore. Tuttavia, solitamente questa procedura genera solo tessuto cicatriziale limitato, solo in rari casi può svilupparsi un fibrotorace.

## Fisiopatologia
La presenza di fibrosi può interessare uno o entrambi i due strati di tessuto che formano la pleura: la pleura viscerale adiacente al polmone e la pleura parietale adiacente alla gabbia toracica. Una condizione di fibrotorace implica la presenza di una grave fibrosi che interessi sia la pleura viscerale che quella parietale. La patologia inizia, solitamente, come un versamento pleurico non drenato che nel tempo provoca un'infiammazione sostenuta della pleura (pleurite) che, a sua volta, può portare alla deposizione di fibrina nella pleura stessa e sviluppare una cicatrice fibrotica. In taluni casi, intorno alla raccolta del fluido può formarsi un  "guscio" ricco di collagene; se ciò avviene, la malattia non può più essere trattata con una semplice procedura di toracentesi, poiché il fluido tornerà nella cavità mantenuta dalla buccia.
Nel tempo, generalmente nel corso di anni, il tessuto cicatriziale fibrotico si restringe e si ispessisce lentamente, contraendo il contenuto di una o entrambe le metà del torace e riducendo la mobilità delle coste. Il "guscio" formatosi può diventare profondo oltre i 2 centimeti. All'interno del torace, la funzionalità del polmone appare compromessa in quanto risulta incapace di espandersi (polmone intrappolato) rendendolo così suscettibile al collasso e causando affanno e difficoltà respiratoria. Una malattia polmonare restrittiva da fibrotorace può verificarsi quando la fibrosi pleurica è così grave che coinvolge il diaframma e la gabbia toracica, principalmente a causa dalla riduzione del movimento delle coste.

## Clinica

### Segni
Tra i segni più comuni riscontrabili durante l'esame clinico di un caso di fibrotorace vi è la riduzione del movimento della cassa toracica durante la respirazione, la riduzione dei suoni respiratori sui lati interessati e una sensazione sorda quando il torace viene percosso. In alcuni casi si può notare un forte dolore al petto quando si fanno respiri profondi o si tossisce. I casi gravi di fibrotorace possono portare a insufficienza respiratoria, per via di una ventilazione inadeguata, e causare livelli anormalmente elevati di anidride carbonica nel sangue.

### Sintomi
Un fibrotorace comporta dei sintomi solo se la pleura viscerale è interessata dalla condizione. Sebbene il fibrotorace possa, dunque, non causare alcun sintomo, le persone colpite possono riferire mancanza di respiro. Versamenti pleurici persistenti e ricorrenti sono un possibile sintomo causato dalla cavità persistente formatasi nella pleura attorno alla raccolta di fluidi originale. La mancanza di respiro tende a svilupparsi gradualmente e può peggiorare nel tempo. Meno comunemente, il fibrotorace può causare dolore al torace o tosse secca. Il fibrotorace può verificarsi come una complicanza di altre malattie e dunque, talvolta, possono riscontrarsi sintomi inerenti alla patologia di fondo, come ad esempio la febbre nei casi di empiema.

## Diagnosi

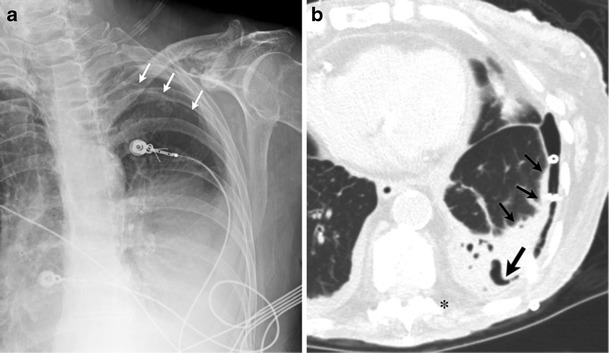
Radiografia del torace (sinistra) e tomografia computerizzata (destra) che dimostrano la presenza di un fibrotorace

Un fibrotorace può, in genere, essere diagnosticato grazie ad un'anamnesi appropriata in combinazione con il ricordo all'imaging biomedico, come una radiografia del torace o una tomografia computerizzata (TC). Queste tecniche di imaging possono rilevare il fibrotorace e l'ispessimento pleurico che circonda i polmoni. La presenza di una pleura ispessita, con o senza calcificazione, è una caratteristica comune del fibrotorace riscontrabile tramite l'imaging. Le scansioni TC sono in grado di distinguere più facilmente, rispetto alla semplice radiografia bidimensionale, se l'ispessimento pleurico è dovuto alla deposizione di grasso o al vero ispessimento pleurico.
Se un fibrotorace è grave, l'ispessimento può limitare il polmone sul lato interessato causando una perdita di volume polmonare. Inoltre, il mediastino può risultare spostato fisicamente verso il lato interessato. Una riduzione delle dimensioni di un lato del torace (emitorace) visibile su di una radiografia o sulla TC del torace suggerisce la presenza cicatrici croniche. I segni della malattia di base che causano il fibrotorace possono essere anche occasionalmente visti ai raggi X. Una TC può mostrare caratteristiche simili a quelle osservate su una semplice radiografia. I test di funzionalità respiratoria in genere dimostrano risultati coerenti con una malattia polmonare restrittiva.

## Trattamento

### Approccio non chirurgico
Il trattamento conservativo non chirurgico del fibrotorace, applicabile nei casi meno gravi, viene generalmente effettuato trattando la causa sottostante. Viene, inoltre, vivamente raccomandato di smettere di fumare poiché l'esposizione al fumo di tabacco può peggiorare la fibrosi. Casi gravi di fibrotorace possono richiedere una ventilazione meccanica di supporto se la persona interessata non è in grado di respirare adeguatamente da sola.
In caso di fibrotorace causato da farmaci, si raccomanda di interrompere quelli responsabili, solitamente quelli alcaloidi dell'ergot. Generalmente con la sospensione del farmaco provocatorio il fibrotorace tende a smettere di peggiorare, ma solitamente non si risolve completamente.
La strategia dell'attesa vigile è appropriata per i casi più lievi e in determinate situazioni. Il fibrotorace causato da tubercolosi, empiema o emotorace migliora spesso spontaneamente da 3 a 6 mesi dopo la guarigione della malattia sottostante. La somministrazione di corticosteroidi è comunemente utilizzata per trattare il fibrotorace, ma tale approccio non è ben supportato dalle prove disponibili.

### Approccio chirurgico
Nei casi più gravi di fibrotorace, in grado di compromettere la capacità respiratoria di una persona, il tessuto cicatriziale che causa la condizione può essere rimosso chirurgicamente utilizzando una tecnica chiamata decorticazione. Tuttavia, tale intervento è una procedura invasiva che comporta il rischio di complicanze, inclusa la possibilità, seppur rara, di decesso, ed è quindi generalmente consigliata solo nel caso della presenza di sintomi gravi persistenti da molti mesi. Pertanto, la decorticazione chirurgica è generalmente considerata per le persone con fibrotorace gravi, che causano una significativa mancanza di respiro con polmoni altrimenti relativamente sani, poiché quest'ultima caratteristica aumenta la probabilità di un risultato positivo. La rimozione chirurgica della pleura (pleurectomia) può essere eseguita nei casi refrattari al trattamento, come spesso accade quando la causa è l'asbestosi.

## Prognosi
Il fibrotorace sviluppatosi come conseguenza di un'altra patologia, come la pleurite tubercolare, l'empiema o l'emotorace acuto, spesso si risolve spontaneamente in 3-6 mesi.
La prognosi successiva alla decorticazione chirurgica è variabile e dipende dalla salute del polmone antecedente alla procedura. Se il polmone fosse altrimenti sano, alcuni aspetti della funzionalità polmonare, come la capacità vitale, possono migliorare dopo la decorticazione. Se, tuttavia, il polmone presentava una malattia significativa, la funzione polmonare spesso non migliora e può persino deteriorarsi dopo tale intervento. La durata del fibrotorace non influenza la prognosi.
La mortalità dell'intervento è complessivamente inferiore all'1%, ma aumenta al 4-6% nei soggetti anziani. Altri fattori che prevedono peggiori esiti della chirurgia includono vari complicanze intraoperatorie, presenza di ulteriori patologie polmonari e altre cause specifiche del fibrotorace come l'asbestosi.